# Scutiger pingwuensis
Scutiger pingwuensis är en groddjursart som beskrevs av Liu, Tian in Liu, Hu, Tian och Wu 1978. Scutiger pingwuensis ingår i släktet Scutiger och familjen Megophryidae. IUCN kategoriserar arten globalt som starkt hotad. Inga underarter finns listade i Catalogue of Life.